# Dirphya murphyi
Dirphya murphyi är en skalbaggsart som beskrevs av Henri L. Sudre och Teocchi 2005. Dirphya murphyi ingår i släktet Dirphya och familjen långhorningar.
Artens utbredningsområde är Malawi. Inga underarter finns listade i Catalogue of Life.